# Sous le soleil
Sous le soleil (en España, Saint-Tropez) es una exitosa serie dramática-romántica francesa transmitida desde el 13 de marzo de 1996 hasta el 20 de diciembre de 2008 por TF1. La serie fue creada por Olivier Brémond y Pascal Breton. y duró casi 13 años. La serie fue filmada en la ciudad de Saint-Tropez, en la Costa Azul francesa, y se emitió en más de 100 países.

## Argumento
La historia de la serie arranca cuando Sandra, amiga de escuela de Laure, y dueña del bar Le Saint Tropez, decide ponerlo en venta. Junto a ellas, se encuentran dos amigos de ellas de la escuela, los atractivos hermanos Lacroix: Gregory y Louis. Gregory fue el amor de juventud de Laure, pero su pasión por viajar en barco por el mar le alejó de su único y verdadero amor. Ahora, Laure, que ha conseguido convertirse en una gran doctora de la Clínica de la playa, con gran reputación, y llena de bondad, se ha prometido a la fuerza con el afamado y rico Alain Dulac, pero al cual no ama de verdad. Cuando Gregory regresa a Saint-Tropez, Laure y él reafirman su pasado amor, y ella decide abandonar a Alain el día de su boda para iniciar una nueva vida tormentosa junto a su pasional amor Gregory. Su vida se llena de obstáculos hasta que, finalmente, contraen matrimonio y Gregory decide calmar sus ansias de viajar. Por su parte, a los pocos episodios, Sandra abandona la serie y, antes de eso, llega Caroline, que se convertiría en la gran amiga de Laure para toda la serie. Una joven promesa de la canción que está enamorada de Samuel, su novio y representante, pero con el que no se complementa sentimentalmente. Finalmente, unos pocos episodios después, llega desde tierras americanas la guapa Jessica en sustitución de Sandra, que simpatiza enseguida con Laure y Caroline, formando las tres un trío de amigas inseparables que, con el tiempo, acaban invirtiendo en el bar y dan sentido a sus vidas, mientras las tres, cada una por su lado, trata de luchar por su propia felicidad encontrando a su verdadero amor.
Tras casarse con Gregory, Laure regresa de su luna de miel interrumpida para visitar a su padre enfermo. A los pocos días, las noticias del supuesto fallecimiento de Gregory perdido en el mar llevan a Laure a caer presa de las fauces de una secta. Sus amigas logran sacarla de allí y Laure rehace su vida con otros hombres: Baptiste, su compañero de la clínica que le pone los cuernos, pero que luego se convierte en su mejor amigo; David, un médico divorciado y con una hija que la maltrata; Manu, un joven huérfano que decide buscar su camino... Pero es cuando llega Benjamin, otro huérfano problemático y muy guapo, quien termina conquistando su corazón hasta el punto de casarse. Pero su amor se ve truncado cuando los dos deciden tener hijos y ella descubre que es estéril. Deprimida, su relación se pone en peligro hasta que deciden adoptar a una niña de 6 años: Clara. Poco después, los problemas con la justicia del hermano de Benjamin llevan a éste a la cárcel para proteger a su hermano y pone en peligro su matrimonio con Laure. Ella le espera impaciente a su salida de la cárcel y el nacimiento de su propio hijo natural de forma inesperada, Gabriel, ayuda a la reconciliación de la pareja. Pero Laure se vuelca tanto en el pequeño Gabriel y en la joven Clara que descuida su matrimonio con Benjamin, llevando a éste a mantener una aventura extraconyugal. Laure, al enterarse, rompe su matrimonio con Benjamin quien, poco después, decide abandonar Saint-Tropez para poner en claro sus ideas. Laure continúa con su propia vida, mientras se enfrenta a otros problemas como ambiciones profesionales y su enemistad con su compañera de la clínica Jeanne, la adicción al sexo de su nuevo novio Gregoir y compañero de la clínica, que la engaña dos veces con Jeanne, la muerte de su padre, y el que será uno de sus mayores golpes, la infidelidad de su nuevo novio Romain, el profesor de piano de Clara, con la traición de su mejor amiga Caroline, a quien jura no perdonar jamás, el secuestro de Clara a manos de su propia madre biológica... Hasta que Benjamin regresa con nueva novia, pero cae de nuevo en los brazos de Laure sólo para darse cuenta los dos de que su relación ha terminado. Un secuestro en la escuela de Clara lleva a Laure a cambiar de rumbo su vida y abandonar Saint-Tropez para siempre con sus dos hijos viajando como voluntaria a un país de pobreza y dolor: Burkina-Faso. Pero Laure regresa para poder curar a un enfermo, Zacharie, y sus amigas la convencen para quedarse de nuevo en Saint-Tropez. Justo en ese preciso instante, reaparece de forma sorprendente Gregory, el gran amor de Laure y su primer marido, que nunca murió, sino que fue encerrado en una cárcel de Colombia por error relacionado con tráfico de drogas. Laure y Gregory reafirman su pasado amor después de 10 años y comienzan una vida familiar junto a Clara y Gabriel. Pero el pasado de Gregory regresara a su vida para enturbiar su aparente final feliz...
Valentine, exnovia de Gregory, encontraría el amor en Alain, con quien tendría un hijo, Jeremie, pero su matrimonio sería un fracaso y los dos iniciarían una destructiva guerra por conseguir la custodia del chico. Tiempo después, se descubriría que la rival de su mejor amiga Laure en la Clínica del Golf es en realidad su propia hermana biológica a la que perdió de vista hace años: Jeanne. Las dos se unen en una guerra sin cuartel de amor y odio hacia Alain.
Victoria, amiga de las chicas después de que su padre encontrara el amor con Blandine, lucharía por su carrera como actriz mientras intentaría encontrar la estabilidad en el problemático Romeo.
Blandine, la madre de Laure, sufriría la infidelidad de su esposo Pierre, y saldría con el padre de Victoria, quien acabaría falleciendo. Poco después, se reconciliaría con el padre de Laure, Pierre, quien acabaría muriendo en los brazos de su hija Laure. Tras convertirse en directora del Liceo, encontraría un nuevo amor en un preso de la cárcel donde ella era voluntaria y que pronto saldría de prisión llamado Eric. Vivirían juntos con su hijo Arthur, hasta que un antiguo delito en el que estaba involucrado que ha salido a la luz después de años le ve obligado a abandonar a su amada Blandine y marcharse de Saint-Tropez quizás esperando regresar algún día. Blandine jura que siempre le amará pero, después de perder su trabajo y su amor, pierde las ganas de vivir y decide suicidarse con una pistola que tenía Eric pero, afortunadamente, su sobrina Lucie, que viene para sustituir a Laure en la Clínica del Golfe, salvaría su vida y gracias a sus amigos, como Baptiste, encontraría un nuevo trabajo y ganas de vivir...
En cuanto a las dos chicas protagonistas, Caroline encontraría su estabilidad final con Samuel, su gran amor, con quien tendría un hijo, Tom, pero, durante un concierto, Samuel sería disparado por un perturbado armado y moriría. Caroline, desesperada, intentaría suicidarse sin éxito gracias a la ayuda de sus amigas Laure y Jessica, y decidiría abandonar Saint-Tropez para empezar una nueva vida en Argentina alejada de los acontecimientos que destruyeron su vida, y rodeada de lo que más quiere: su hijo Tom y la música. Años después, regresaría de nuevo restablecida para reconciliarse consigo misma y sus dos mejores amigas, pero se encontraría con un nuevo drama: su hijo Tom padece leucemia. Después de conseguir que Tom se cure de su tumor, ella se convierte en abogada, donde conoce a Francois, de quien acaba enamorándose. Pero la llegada de un doble de Samuel, David Callas, hace que Caroline reviva los recuerdos del asesinato de su amado Samuel, el padre de su hijo Tom, y abandone a Francois por David. Pero Caroline está tan obsesionada con revivir a Samuel que convierte a David en un clon suyo, hasta que David no lo soporta más y rompe con ella. Con el tiempo, Tom lograría unir de nuevo a Caroline y Francois, siempre enamorado de ella.
En cuanto a Jessica, tras una tormentosa relación con el millonario Paolo, con quien se casaría pero recibiría maltratos físicos, intentaría un nuevo matrimonio con el bailarín Yann, con quien también sufriría graves problemas de infidelidades. Después, llegaría Julien, luego su embarazo y el nacimiento de su hija Audrey, después Julien cometería fraude fiscal y se iría a la cárcel, para regresar pero hundido y sin el amor de Jessica, que recae en los brazos de Louis, que regresa a Saint-Tropez, pero su amor es pasajero y, finalmente, una inesperada oportunidad de amor con el compañero de la clínica de Laure: Baptiste. Su relación es perfecta, ella encuentra además un trabajo en la radio, viven juntos y forman una gran familia junto a Audrey, hasta que Jessica conoce a Miguel, un ermitaño que la hace arder de pasión y con quien lleva una doble vida aún sabiéndolo el propio Baptiste, quien soporta esta situación todo lo que puede por amor a ella, pero llega un día en el que no puede soportarlo más, se vuelve adicto a los calmantes y, con la pistola que Blandine le dio, intenta matar a Miguel, pero Jessica se interpone en su camino y es ella la víctima. Jessica se recupera, y Miguel abandona el país, pero Jessica no quiere volver a ver a Baptiste nunca más. Con el tiempo, Jessica acabaría recuperando el amor de Baptiste y los dos volverían juntos, pero Baptiste se obsesionaría con la idea de tener su propio hijo con Jessica, después de una etapa como alcalde de Saint-Tropez. Cuando Laure regresa de África con Zacharie, sufre un accidente de coche con Jessica, que la deja estéril para siempre y le hace perder el bebé que estaba esperando de Baptiste. Baptiste y Jessica al principio odiarían a Laure, pero luego la perdonarían cuando se encariñarían del joven huérfano Zacharie al cual acabarían adoptando como un hijo más.
Louis se enamoraría de Juliette, la hija de su cliente al que estaba espiando para la policía por estar relacionado con asuntos turbios. Juliette descubriría la traición y rompería con él, pero cuando Louis consigue demostrar su inocencia, Juliette le perdona y los dos deciden casarse, pero sus enemigos juran venganza y acaban consiguiendo matar al padre de Juliette disparándole una bala justo cuando llega el coche con la novia, Juliette, quien recibe la misma bala y fallece al instante junto a su padre. Louis caería en una profunda depresión que superaría gracias a la llegada de su hijo Antonin, fruto de su relación con una antigua novia. Después, un fugaz reencuentro con Jessica, para acabar en los brazos de la joven Claudia, quien terminaría dejándole por su verdadero amor Jeremie. Louis, finalmente, encontraría su último amor en Alexandra, una mujer maltratada por su marido Serge. Cuando se descubren los maltratos, alguien intenta asesinar a Serge, quien queda en coma. Louis es acusado del asesinato hasta que sus amigos hacen confesar al verdadero autor del crimen: el padre de Alexandra. Ella nunca le perdonaría. Pero, a pesar de todo, el amor entre Louis y Alexandra se rompería cuando Serge saldría del coma como un hombre nuevo. Pero, poco a poco, sus recuerdos violentos regresarían y Alexandra terminaría abandonando la ciudad.
Lucie, la prima de Laure, viviría la obsesión del amor del despiadado Alain, el nuevo presidente de la Clínica del Golf. Gracias al cariño y comprensión de Lucie, Alain volvería a ser el buen hombre que siempre fue, y después de arruinarse y ser ingresado en un manicomio por culpa de Valentine y Jeanne, Lucie le salvaría la vida. Lucie encontraría el amor en el nuevo director del hospital, Maxime, cuya hija Aurelie está en silla de ruedas por un accidente que él mismo provocó tras la muerte de su esposa. Después de una complicada operación, Aurelie recuperaría la sensibilidad en las piernas y acabaría adicta a las drogas. Tras ser ingresada en un centro de desintoxicación, encontraría el amor en otro ex toxicómano, Thibault, con quien se casaría. Lucie acabaría rompiendo con Maxime debido a que éste sufre pérdidas de deseo sexual hacia ella. Lucie encontraría un nuevo amor en el renovado Serge, pero éste volvería a maltratarla hasta que ella le hiciera confesar los motivos de su violencia: su padre maltrataba a su madre y él imitaba su comportamiento. Serge ingresaría en un centro de salud mental, y ella intentaría esperarle, pero caería en los brazos de David Callas, el exnovio de Caroline, un joven misterioso. Su hermana Laetitia, por su parte, encontraría una carrera de modelo y, tras dos relaciones con Arthur y Victor, quien luego se descubriría como homosexual, encontraría una carrera de modelo que se vería truncada por un tumor cerebral terminal pero que encontraría una cura milagrosa gracias en parte al amor del joven sustituto de Louis en el bar, Martin, un ex delincuente de gran corazón, que la dejaría temporalmente para una carrera en barco.

## Personajes

### Protagonistas
- Laure Olivier (Bénédicte Delmas) - (personaje principal de las temporadas 1 a la 6 y de la 8 a la 14; invitada en la temporada 7)
- Jessica Lowry (Tonya Kinzinger) - (personaje principal desde el episodio 11 de la 1 temporada hasta la temporada 14)
- Caroline Drancourt (Adeline Blondieau) - (personaje principal de las temporadas 1 a la 4 y de la 6 a la 12 temporada)

### Recurrentes
- Sandra Robert (Mallaury Nataf) ...1-10
- Grégory Lacroix (Frédéric Deban) ...1-39 y 259-
- Louis Lacroix (Roméo Sarfati) ...1-38 y 148-
- Alain Dulac (Stéphane Slima) ...1-
- Samuel Devos/David Callas (Avy Marciano) ...1-78 y 224-
- Valentine Chardin (Christine Lemler) ...39-
- Manu (Arnaud Binard) ...45-66
- Benjamin Loset (Grégory Fitoussi) ...67-195
- Lisa Drancourt (Vanessa Wagner) ...68-106
- Victoria Morel (Lucie Jeanne) ...111-151
- Baptiste Mondino (David Brécourt) ...15-
- Blandine Olivier (Marie-Christine Adam) ...1-

### Secundarios
- Patrick Saint Val (Bernard Montiel) ...7-63

## Episodios
El episodio final de la serie es el número 480 y se titula Tres Sogas al cuello, la serie tiene un final feliz.
La situación de los personajes de la serie en su última emisión en España con el episodio # 270 es:
- Laure: Es feliz al fin con el amor de su vida Gregory, junto a sus dos hijos, la adoptada Clara, y Gabriel, fruto de su segundo matrimonio con Benjamin.
- Caroline: Recién casada con David, el doble de su difunto gran amor Samuel, empiezan una vida juntos con el pequeño Tom, el hijo fruto de su relación con Samuel.
- Jessica: Es la que peor termina por ahora, ya que el trauma de su esposo Baptiste al enterarse de que era hijo adoptado, le lleva a pedirle el divorcio a Jessica porque no soporta más su vida familiar junto a Audrey, la hija natural de Jessica y del padre de ésta, Julien, y el hijo que adoptaron Jessica y Baptiste, Zacharie.
- Valentine: Después de años de relación tormentosa, ella y Alain se perdonan mutuamente y su amor de pareja renace por el amor que sienten hacia su hijo Jeremie.

## Producción
El rodaje de la serie comenzó en febrero de 1995. El primer episodio se emitió el 13 de marzo de 1996 y el último el 20 de diciembre de 2008.
El éxito de la serie radica en la mezcla nunca vista de drama y romance fundido en una gran pasión y sensualidad, vistas marítimas llenas de romanticismo y una banda sonora exquisita. La pasión y la lucha por el amor y la fidelidad de la amistad es la base esencial en la que gira la serie, junto con muchas tramas de mafia y delincuencia, que tienen bastante fama en esta tierra francesa. La cárcel ha estado muy presente a lo largo de la serie.
La estructura de cada episodio de la serie se basa en dos tramas generalmente diferenciadas por sus personajes, a veces interrelacionadas. Más tarde, dichas tramas son retomadas hasta tres o cuatro episodios posteriores.
A lo largo de estos diez años que lleva la serie, sus personajes principales han llegado a abandonar la serie y regresar en varias ocasiones, ha habido bodas y ha habido funerales, y también algunos nacimientos.
Las protagonistas principales de esta serie a lo largo de estos diez años son tres: Laure Olivier, Caroline Drancourt y Jessica Lary, ésta de procedencia americana. Siendo Laure la protagonista indiscutible de la serie, la que más tiempo ha permanecido en ella, a pesar de que también llegó a ausentarse temporalmente de ella.
Un spin-off de la serie conocido como Sous le soleil de Saint-Tropez se ha estado transmitiendo por el canal francés TMC desde el 2013.

### Emisión
La serie se ha emitido en más de 120 países del mundo.
En Francia se emite los sábados por la tarde y en España se ha emitido por el Canal Cosmopolitan de pago en TV digital y por el canal local gratuito Localia TV 8. 
En su última emisión en España, la serie se emitía los fines de semana de 13:00 a 15:00 por medio del canal Localia desde el episodio 131, cinco años después de su última emisión. Su título literal significa "Bajo el Sol" y en España la serie recibió el tituló de Saint-Tropez debido a que la serie estaba situada en Saint-Tropez y porque giraba en torno a un bar de playa llamado LE SAINT-TROPEZ.